# 浞水镇
浞水镇是中国贵州省遵义市务川仡佬族苗族自治县下辖的一个镇。

## 行政区划
浞水镇下辖沧浪村、长江村、石笋村、花园村、乐园村、河坝村、复兴村、青茶村、鹿池村、双联村。